# Simeon Djankow

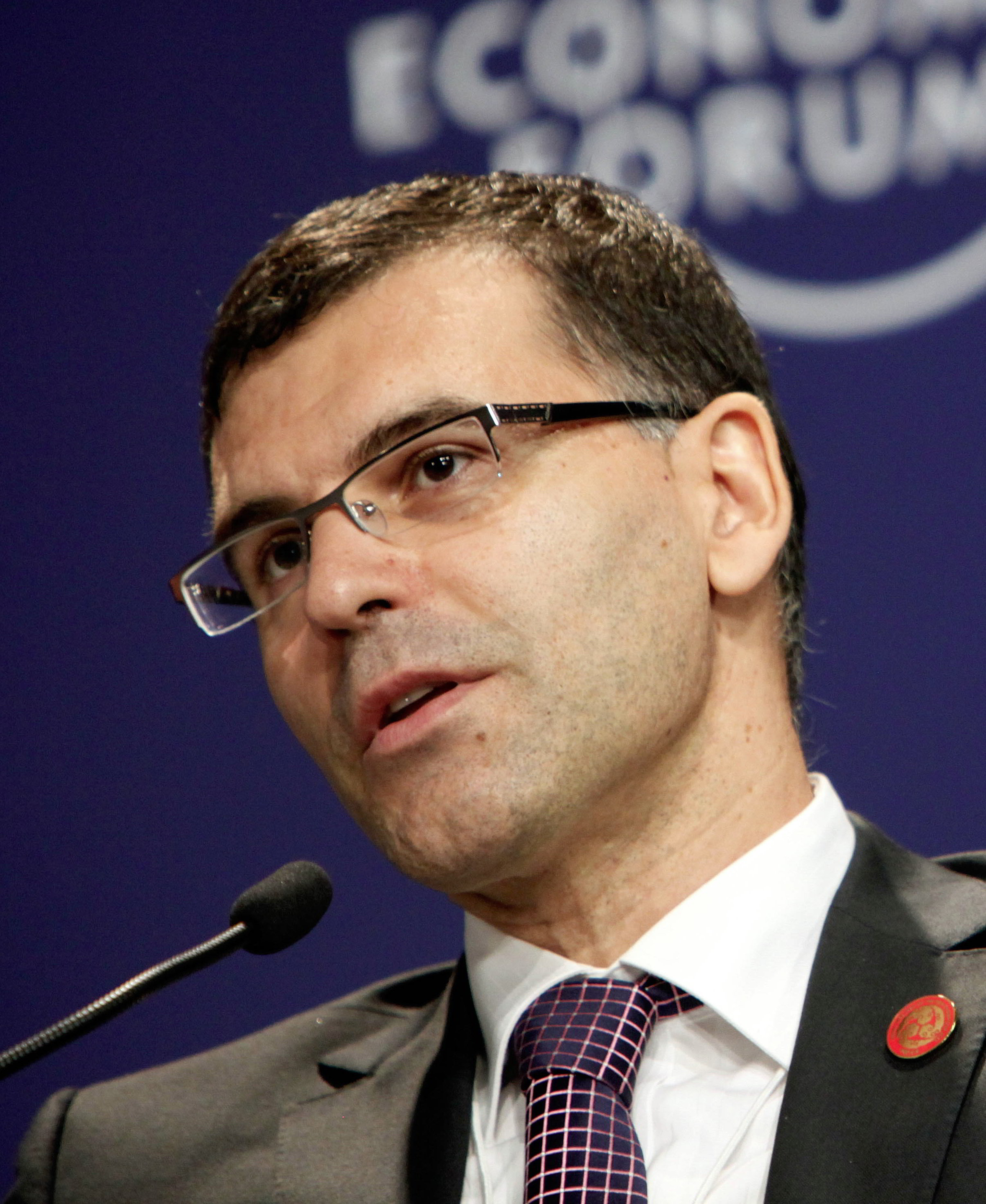
Simeon Djankow (2010)

Simeon Dentschew Djankow (auch Simeon Denchev Djankov geschrieben, bulgarisch Симеон Денчев Дянков; * 13. Juli 1970 in Lowetsch, Volksrepublik Bulgarien) ist ein bulgarischer Politiker, ehemaliger Finanzminister und Vize-Ministerpräsident (2009–2013) sowie ehemaliger Weltbank-Ökonom, Chief Economist für den Finanz und Privaten Sektor der World Bank group. Djankow ist der Autor und Gründer der Doing-Business-Serien der Weltbank sowie einer der 150 am meisten zitierten Ökonomen weltweit. Er ist verheiratet und hat zwei Söhne.

## Politik
Im Vorfeld der bulgarischen Parlamentswahlen 2009, hatte Simeon Djankow das wirtschaftspolitische Programm der Partei GERB mit ausgearbeitet. Ein Kernpunkt dabei war, dass bis zur Euroeinführung in Bulgarien die Koppelung der bulgarischen Währung Lew an den Euro bestehen bleibt, das war bereits mit dem Internationalen Währungsfonds vereinbart worden. Eine solche einseitige Bindung des Wechselkurses wird als Currency Board bezeichnet. Nach der Wahl, die von der GERB-Partei gewonnen wurde, wurde Simeon Djankow am 27. Juli als Vize-Ministerpräsident und Finanzminister in der Regierung von Bojko Borissow vereidigt.
Am 18. Februar 2013 hat Djankow sein Amt nach landesweiten Protesten gegen hohe Stromrechnungen niedergelegt.
2021 wurde ihm vorgeworfen, an Manipulationen des „Doing Business“-Berichts für 2018 beteiligt gewesen zu sein, wodurch sich China im Ranking von Rang 85 auf Rang 78 verbesserte.
Simeon Dyankov leitete im März 2025 den Fiskalrat, auch „Rat der Weisen“ genannt. Die Institution wurde 2016 als unabhängiges Gremium gegründet, um die Haushaltspolitik des Landes zu überwachen und zu analysieren sowie Bewertungen und Ratschläge zur Aufrechterhaltung nachhaltiger öffentlicher Finanzen und qualitativ hochwertiger makroökonomischer und haushaltspolitischer Prognosen bereitzustellen. Mitglieder des Rates müssen in der Regel ausgewiesene Finanzexperten sein, weshalb er bei seiner Gründung auch „Rat der Weisen“ hieß.

## Ehrungen
- Ehrenbürger von Sosopol[6]

## Werke als Herausgeber
- mit Anders Åslund (Hrsg.): The Great Rebirth - Lessons from the Victory of Capitalism over Communism. Peterson Institute for International Economics, Washington 2014, ISBN 978-0-88132-697-0.